# Häggeby församling
Häggeby församling är en församling i Upplands södra kontrakt i Uppsala stift. Församlingen ligger i Håbo kommun i Uppsala län och ingår i Håbo pastorat.

## Administrativ historik
Församlingen har medeltida ursprung. 
Församlingen utgjorde till 1 maj 1923 ett eget pastorat för att därefter till 1962 vara annexförsamling i Skokloster och Häggeby. Från 1962 var den annexförsamling i pastoratet Övergran, Yttergran, Kalmar, Skokloster och Häggeby, som 1977 namnändrades till Håbo pastorat.

## Kyrkor
- Häggeby kyrka